# Диофизитство
Диофизитизам или диофизитство (грчки: δυοφυσιτισμός, од δυο (dyo), што значи "два" и φύσις (physis), што значи "природа") је христолошки појам који означава учење о постојању две природе у Христу, од којих је једна божанска, а друга људска, односно човечанска. Диофизитску христологију, која је у свом правоверном облику озваничена и утврђена на васељенским саборима, заступају: Православна црква, Римокатоличка црква, Англиканска црква, Старокатоличка црква, као и неке друге хришћанске заједнице. Насупрот томе, диофизитизам је био оштро нападан и осуђиван од стране монофизита (и миафизита), тако да га не прихавају ни данашње миафизитске оријенталне цркве.
Основни облици овог појма (диофизитизам, или диофизитство), који су грчког порекла, по правилу се употребљавају интернационално, али се понекад и преводе, те су тако на разним језицима настали одговарајући појмови који су сковани према изворном грчком облику. По том основу, диофизитство се у српском богословљу означава и као "двоприродност" што представља дослован српски превод изворног грчког појма. Такође, у ређој употреби су и варијнтни облици "дифизитизам" и "бифизитизам" који имају истоветно значење.

## Историја
Питање о односу између божанске и човечанске природе Исуса Христа рано је заокупило пажњу црквених отаца и хришћанских теолога. Услед различитих погледа на поменуто питање, међу хришћанима је долазило до повремених расправа и подела, а потом и до отвореног сукоба. Поред правоверног диофизитизма, појавила су се и нека друга, спорна учења о односу између Христових природа и његове ипостаси, односно личности (гр. πρόσωπον). Насупрот правоверним диофизитима, који су учили да две природе у Христу постоје под окриљем једне ипостаси, односно једне личности, поједини радикални диофизити су отишли корак даље, тврдећи да Христос има не само две природе, већ и две ипостаси, односно две личности.
Такве ставове заступали су поједини представници антиохијске богословске традиције, а највећу смутњу изазвала су спорна учења цариградског патријарха Несторија, који је 431. године био свргнут. Спорна учења о две ипостаси (диоипостатизам) и две личности (диопросопизам) одбачена су и осуђена на васељенским саборима 431. и 451. године, а диофизитско учење о постојању двају природа у оквиру једне Христове ипостаси, односно личности прецизно је формулисано и озваничено.
Правоверно диофизитско учење, које је озваничено на васељенским саборима, није било прихваћено од свих страна, како од појединих радикалних представника антиохијске богословске традиције који су нашли уточиште међу источним хришћанима у тадашњој Персији (в. несторијанство), тако и од заступника сасвим супротног, монофизитског учења, што је након Четвртог васељенског сабора у Халкидону (451) довело до иступања монофизита (и миафизита) из црквене заједнице и стварања њихових посебних, од васељеснког Православља одељених цркава.
Велике заслуге за решавање питања о односу између Христових природа стекао је свети Кирило Александријски. Међутим, неке од Кирилових христолошких формулација различито су тумачене од стране његових следбеника, који су се недуго по његовој смрти поделили на диофизите и монофизите. Иако је монофизитска струја однела привидну превагу на сабору у Ефезу (449), диофизитизам је ипак извојевао кључну победу на Четвртом васељенском сабору у Халкидону (451). Тада је усвојен и чувени "Халкидонски Орос" односно исповедање вере, засновано на диофизтском поимању Христових природа. Халкидонски диофизитизам је касније послужио као основа за додатно формулисање диоенергизма (учење о два дејства) и диотелитизма (учење о две воље), насупрот моноенергизму и монотелитизму.